# Иванов Фёдор Александрович
'Иванов Фёдор Александрович (также известный как Volodya_Z3L7pk1n; род. 16 декабря 2009, Кемерово